# ر. إي. أ. بالمر
ر. إي. أ. بالمر (بالإنجليزية: R. E. A. Palmer)‏ هو مؤرخ أمريكي، ولد في 1933، وتوفي في 11 مارس 2006 في Haverford, Pennsylvania ‏ في الولايات المتحدة.